# ATP Challenger Itu
Der ATP Challenger Itu (offiziell: Itu Challenger) war ein Tennisturnier, das von 1988 bis 1992 jährlich in Itu, Brasilien, stattfand. Es gehörte zur ATP Challenger Tour und wurde im Freiluft auf Hartplatz gespielt. Mauro Menezes ist mit je einem Titel in Einzel und Doppel der einzige mehrfache Sieger.

## Liste der Sieger

### Einzel
| Jahr | Sieger            | Finalgegner       | Ergebnis          |
| ---- | ----------------- | ----------------- | ----------------- |
| 1992 | Robbie Weiss      | Roger Smith       | 3:6, 6:3, 6:4     |
| 1991 | Libor Němeček     | Bertrand Madsen   | 5:7, 6:4, 6:3     |
| 1990 | nicht ausgetragen | nicht ausgetragen | nicht ausgetragen |
| 1989 | Martin Laurendeau | Dácio Campos      | 7:6, 6:3          |
| 1988 | Mauro Menezes     | Cássio Motta      | 7:5, 6:7, 6:4     |

### Doppel
| Jahr | Sieger                           | Finalgegner                 | Ergebnis          |
| ---- | -------------------------------- | --------------------------- | ----------------- |
| 1992 | Grant Stafford Kevin Ullyett     | Bertrand Madsen Todd Nelson | 6:1, 6:3          |
| 1991 | Ricardo Acioly Mauro Menezes     | José Daher Eduardo Furusho  | 7:6, 6:3          |
| 1990 | nicht ausgetragen                | nicht ausgetragen           | nicht ausgetragen |
| 1989 | Kent Kinnear David Wheaton       | Nelson Aerts Marcos Hocevar | 6:3, 6:4          |
| 1988 | Marcos Hocevar Alexandre Hocevar | Ivan Kley Fernando Roese    | 6:4, 6:7, 6:4     |